# الفنون الجميلة في المغرب
يعود تاريخ الفن المغربي إلى الحقبة ما قبل التاريخ عبر النقوش الصخرية. ومنذ قرون حضر الفن في المغرب من خلال الزربيّة والسجّاد والخزف والحلْي والصناعة التقليديّة والعمارة، والفسيفساء والزليج والنقش على الخشب متشبعًا بجذوره الأمازيغيّة والعربيّة الإسلاميّة والمشرقيّة والأندلسيّة والإفريقيّة والمتوسطيّة. لكن اللوحة كقماشة وإطار، أوالقطعةُ النحتيّة بالمفهوم الحديث، لم تظهر إلا في بداية القرن العشرين.

## مراحل التطور

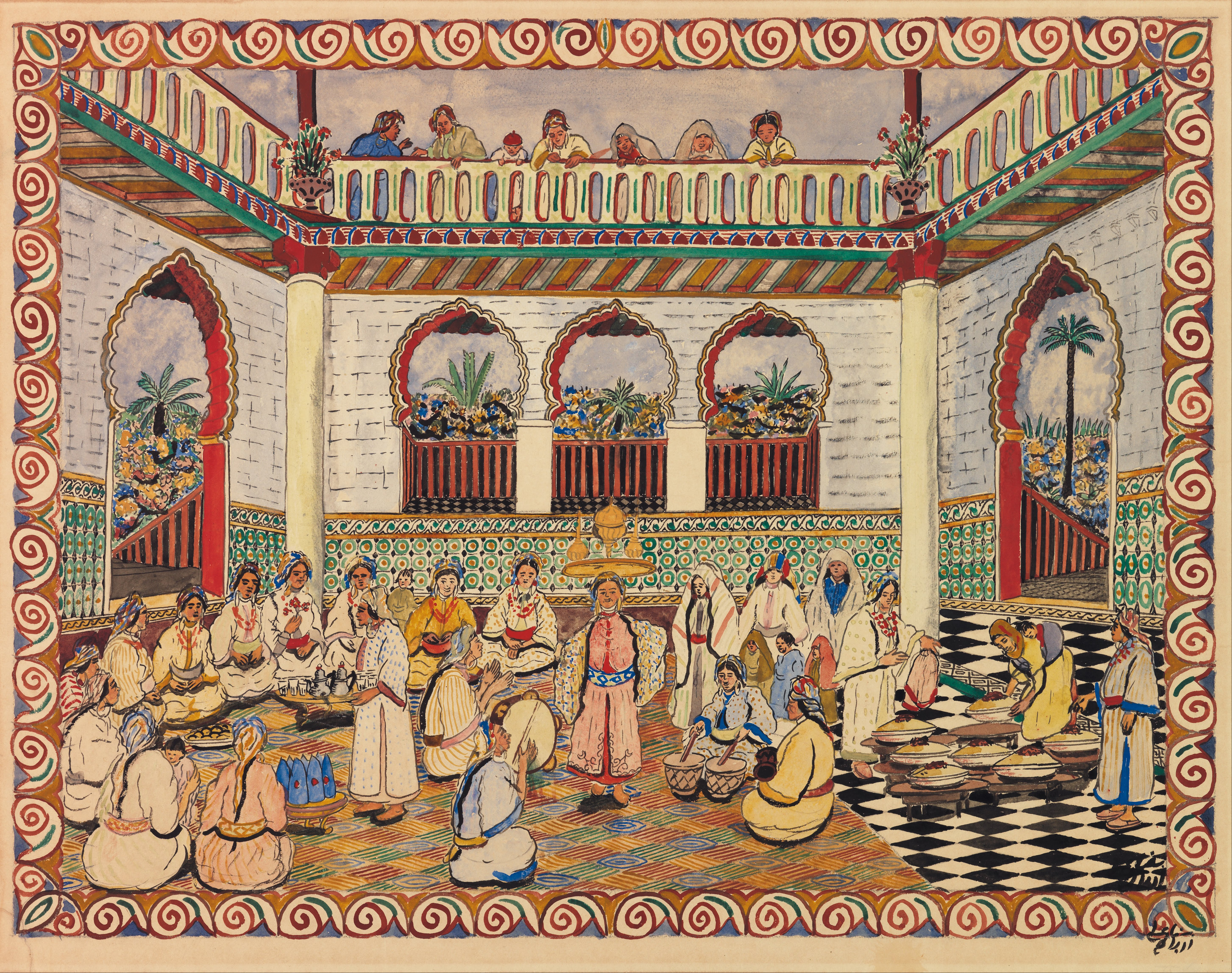
مشهد احتفالي لمحمد بن علي الرباطي

ينقسم الفن التشكيلي في المغرب إلى ثلاثة مراحل.
- المرحلة الأولى قبل الإستعمار، كان خلالها الفن التشكيلي عبارة عن إعادة إنتاج للإبداع الغربي.
- المرحلة الثانية خلال الإستعمار والتي تعتبر أسوء مرحلة عرفها تاريخ الفن التشكيلي في المغرب، أي أنها كانت مرحلة تشويه واستغلال وإبعاد عن الثقافة الهوية،
- المرحلة الثالثة هي المرحلة الاستقلال الفني والتي شهدت تطورا أكاديميا للفن التشكيلي المغربي وتحريرا له من ذاكرته الكولونيالية.[3] بدأ حضور بعض الرسامين المغاربة ابتداء من سنة 1951 في معارض رسامين أوروبيين في المغرب. وفي سنة 1952، في معرض الشتاء بمراكش، عرض فريد بلكاهية، وعمر مشماشة، والطيب لحلو، وحسن الكلاوي، ومولاي أحمد الإدريسي، ومحمد الحمري، ومحمد بن علال. واقيم أيضًا بين نهاية السنوات الأربعينيات وسنة الاستقلال، بعض أوائل المعارض الفردية (الحمرى، ومريم مزيان، (أول رسامة مغربية) وفريد بلكاهية). ثم إن معارض شخصية دشنت في الخارج، (الكلاوي والإدريسي وأحرضان والبايز واليعقوبي) وبعد الاستقلال أي في السنوات الخمسين، أقيمت في المغرب معارض فردية، من بينها معارض المكي مورسيا والمكي مغارة والجيلالي الغرباوي وكريم بناني ومحمد المليحي ومحمد عطا الله وسعد السفاج وأحمد الشرقاوي.[4]

## حقبة 1955-1965

الشعيبية طلال

بدأ في سنة 1965 ظهور الفن التشكيلي مع "حلقة مدرسة الفنون الجميلة" في الدار البيضاء، التي كانت تضمّ فنّانين مثل فريد بلكاهية ومحمد شبعة ومحمد مليحي ومحمد حميدي ومصطفى حفيظ. لعب مجموعُ هؤلاء الفنّانون، كما يقول محمد قاسمي، "دورًا مهمًّا على المستوى البيداغوجيّ (التربية البصريّة) وعلى صعيد صياغة المفاهيم الفنّيّة. والحد من التأثير الأجنبي (الاستعماري) في هذه الصياغة. لقد قدم هؤلاء الرواد مجهودا ضخما انطلقت معه أولى بوادر التشكيل المغربي، (1955-1965) ذلك أنه عانى كثيرا من العوائق والإحباطات. تجلت العوائق في انعدام ثقافة بصرية لدى المغاربة آنذاك (إلا ما كان خاصا بالفسيفساء والزليج والقيشاني)، وفي وقوف التقاليد الدينية أو عالرفية في وجه كل محاولة يقصد منها إدماج الفنون التشكيلية. وتجلت الإحباطات في أن مستهلك التشكيل المغربي أجنبي وليس محليا، ولذلك، كان استغلال الإمكانيات التشكيلية المحلية يكاد أن يكون ضعيفا. يضاف كل هذا إلى أن جيل الانطلاقة عانى من سلطة الآباء الواقعين تحت تأثير فكرة حرمة التصوير التي جهر بها الفقهاء وأشاعوها في الناس، فكان أن منع الآباء أبناءهم من ممارسة الرسم تعلما وتعليما وهواية واحترافا. ولم يصمد في وجه هذه الفكرة إلا الرسامون الذين ذهبت بهم الجرأة إلى أبعد مدى، أو الذين كان لهم آباء متنورون، وحتى العامة، ما كانوا يرون في الرسام سوى إنسان يشغل وقته بما لا يليق به, في هاته الحقبة أقيمت عدد من المعارض الجماعية، مما ساهم في إعطاء نظرة أولى عامة عن الرسم المغربي. وبين المعارض التي أقيمت في الخارج يمكن ذكر مساهمة المغرب في بينالي الإسكندرية الثاني سنة 1957، شارك فيه بالإضافة إلى الرسامين الذين ذكروا، ( حسداي الموزنينو وبنهاييم ومريس أراما وحسين) إضافة إلى معرض الفنانين المغاربة في سان فرانسيسكو ميزيوم أوف ارت سنة 1957، وفي رواق المغرب في المعرض الدولي ببروكسيل سنة 1958، وفي واشنطن ولندن وفيينا وغيرها.

## التيارات الفنية

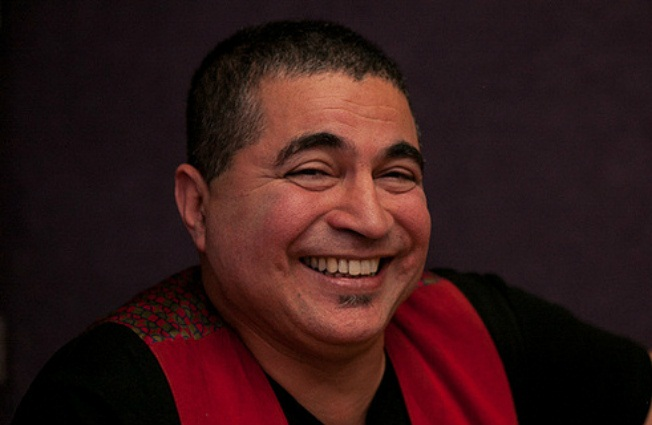
ماحي بينبن

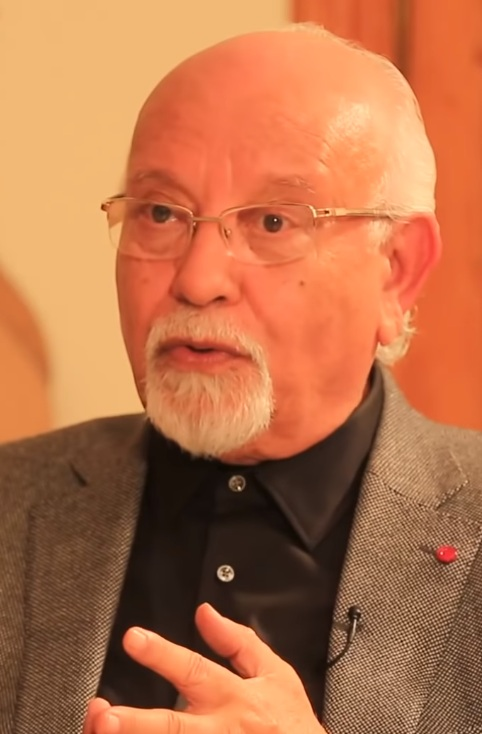
محمد مليحي

مارس جيل الانطلاقة التشكيل الذي كان آنذاك عبارة عن اتجاهين رئيسين هما التشخيصية أي الانطباعية والفطرية، واللاتشخيصية أي التجريدية التي اشتملت على الغنائية والمفارقية والعلامية والإلصاقية والهندسية والسوريالية والتلفيقية. ويلاحظ أن التشخيصية الفطرية قامت على العصامية، والتشخيصية الانطباعية على الدرس الأكاديمي، على حين امتازت اللا تشخيصية بكون أغلب ممثليها تخرجوا من كبريات المدارس الفنية الغربية. يستثني منهم أحمد اليعقوبي، الذي كان عصاميا شجعه على الرسم رسامون غربيون أقاموا في طنجة في السنوات الخمسين. يعتبر الباحث والفنان المغربي إبراهيم الحيسن بأن الفن في المغرب يعاني من هشاشة في البنيات التحتية و ضعف في الرؤية، قائلا : 
" إن الممارسة التشكيلية لدينا لا تزال مطبوعة بكثير من الارتباك والعجز عن المنافسة العالمية بسبب الوضع المحلي الذي يفتقر إلى سوق فنية دينامية منتظمة، ويقل فيه التشجيع والتأطير وسبل التزود بالمعرفة الفنية الكافية إبداعياً وبيداغوجياً وأكاديمياً، إلى جانب ضعف وهشاشة البنيات التحتية الفنية وغياب الاعتراف بالإبداع التشكيلي داخل برامج سياساتنا ومخططاتنا الثقافية بوجه عام، زد على ذلك غياب المنتديات الفنية الفاعلة وضعف الدرس الجمالي في المدرسية المغربية، بمختلف أسلاك التعليم ...". 

## أبرز الفنانين التشكيليين المغاربة

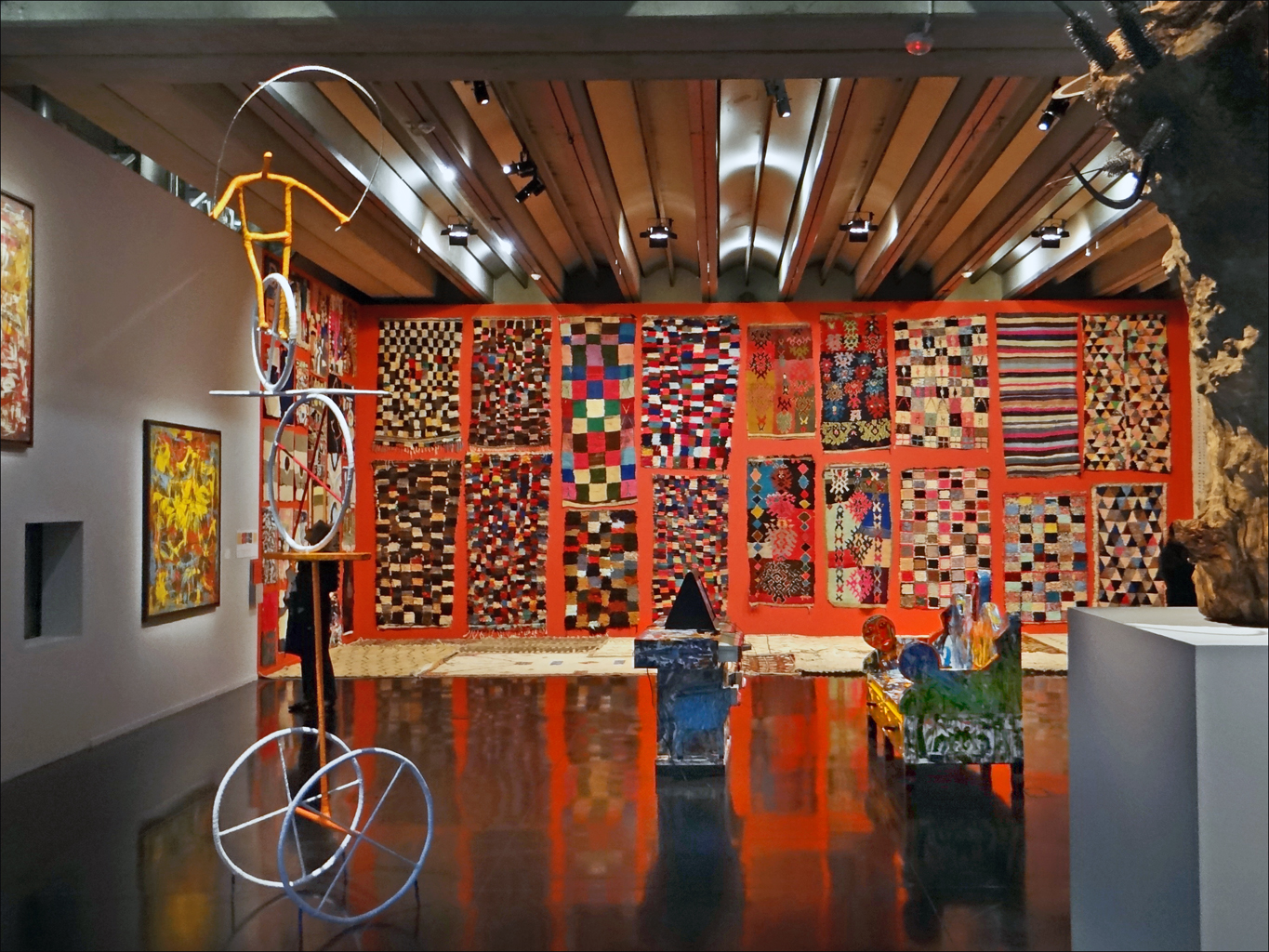
معرض المغرب المعاصر، معهد العالم العربي باريز 2014

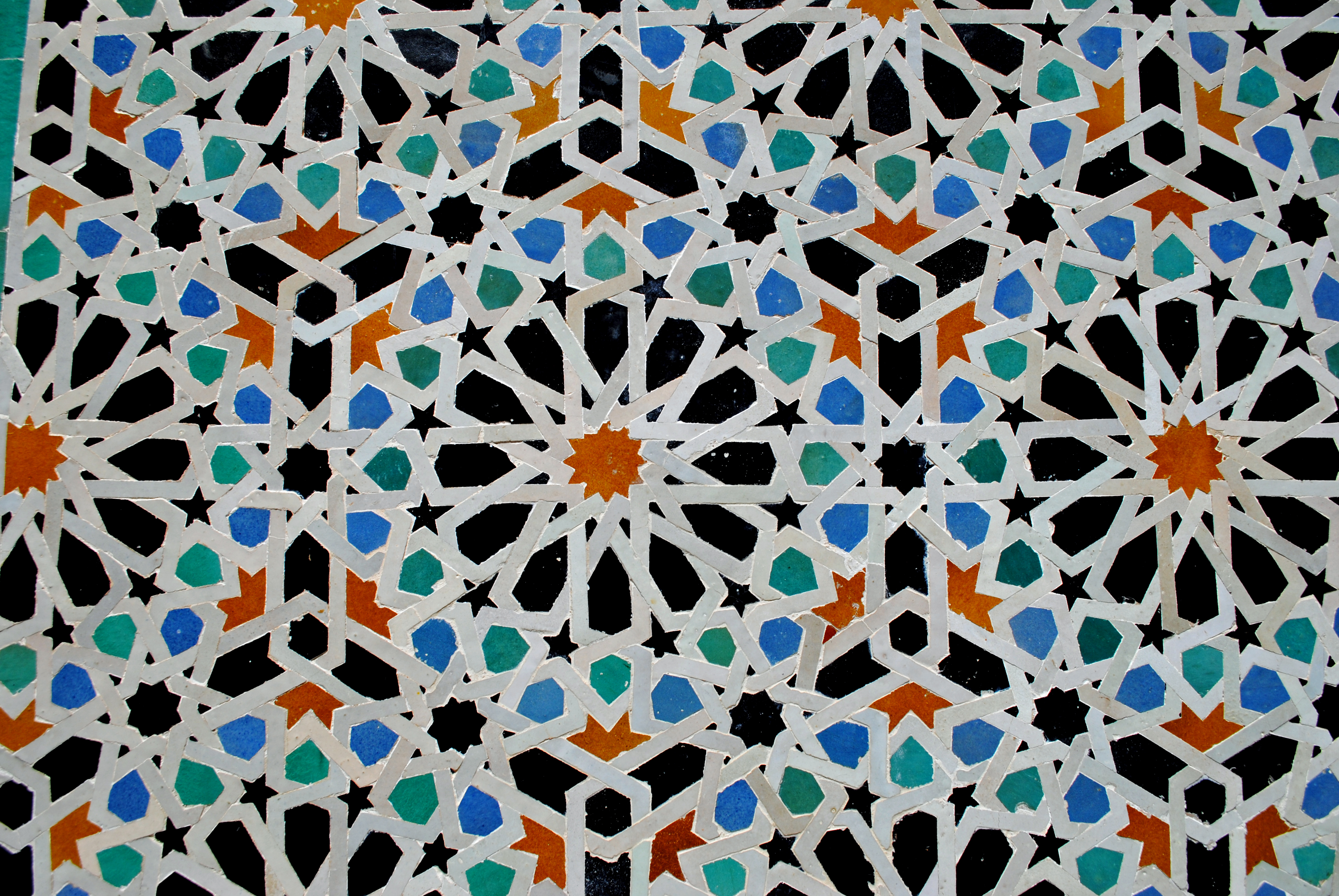
فن الزليج بفاس

### الجيل الأول من الفنانين الفطريين
- محمد بن علي الرباطي، ولد في سنة 1861؛ توفي في سنة 1939 في الرباط، الفن الفطري[11]،

- راضية بنت الحسين، ولدت سنة 1912 توفيت في سنة 1994 الفن الفطري [12]

- فاطمة الكبوري 1924، آسفي، المغرب، الفن الفطري

### الجيل الأول من المتخرجين من مدارس الفنون الجميلة
- محمد بن علي الرباطي (1861-1939) الفن الفطريحسن الكلاوي، بمراكش 1923- 2018

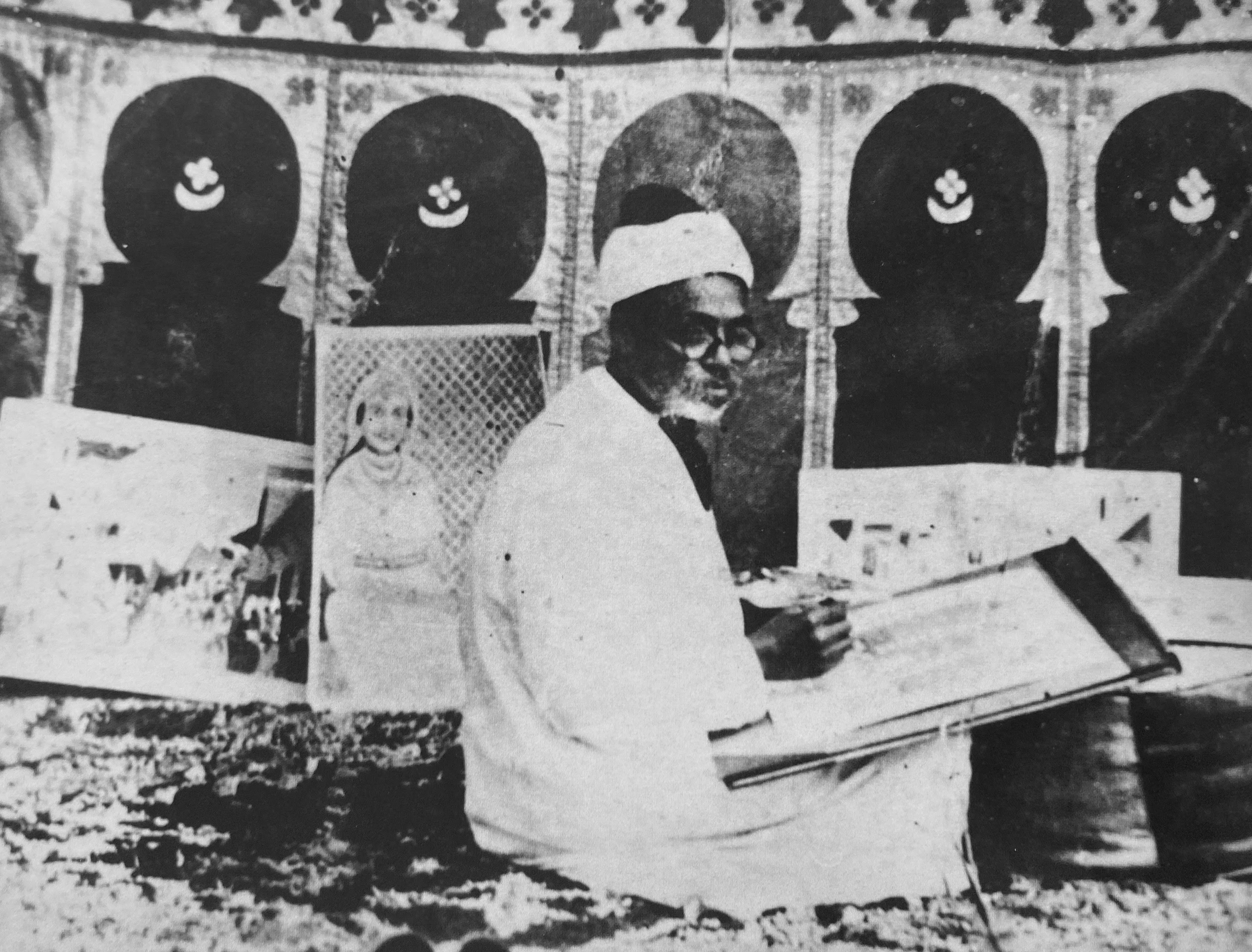
محمد بن علي الرباطي (1861-1939) الفن الفطري

- محمد السرغيني، سنة 1923-2015 العرائش
- مريم مزيان، 1930-2009
- الجيلالي الغرباوي، بجرف الملحة، 1930-1971
- أحمد الشرقاوي، ببوجاد إقليم 1934 – 1967

### الجيل الثاني
- محمد شبعة، ولد طنجة، 1935-2013  (حلقة 1965).
- فريد بلكاهية، ولد بمراكش، 1934-2014 (حلقة 1965).
- محمد مليحي، ولد في أصيلة، عام 1936 (حلقة 1965).
- المكي مغارة، بتطوان، 1933-2009 (حلقة 1965) محمد حميدي (حلقة 1965).
- مصطفى حفيظ (حلقة 1965).
- كريم بناني، بفاس 1936.
- مليكة أكزناي سنة 1938 في مراكش.
- سعد بن السفاج، بتطوان 1939.
- ميلود لبيض، بقلعة السراغنة، 1939-200.
- عبد اللطيف الزين، (1940 - 2016).
- محمد القاسمي، 1942، في مدينة مكناس.
- محمد أمين دمناتي، (1942 - 1971).
- عبد الرحمن الصقلي، ولد بالناظور سنة 1943.
- محمد بناني، 1943 بتطوان.
- عبد الكريم الغطاس، بالدار البيضاء، 1945.
- خديجة طنانة 1945 بتطوان.
- حسن السلاوي، فاس سنة 1945.
- أحمد بن يسف، 1945 في مدينة تطوان.
- عبد الحيّ الملاخ، 1947 بمراكش.

### الجيل الثالث
- فؤاد بلامين، بفاس 1950.

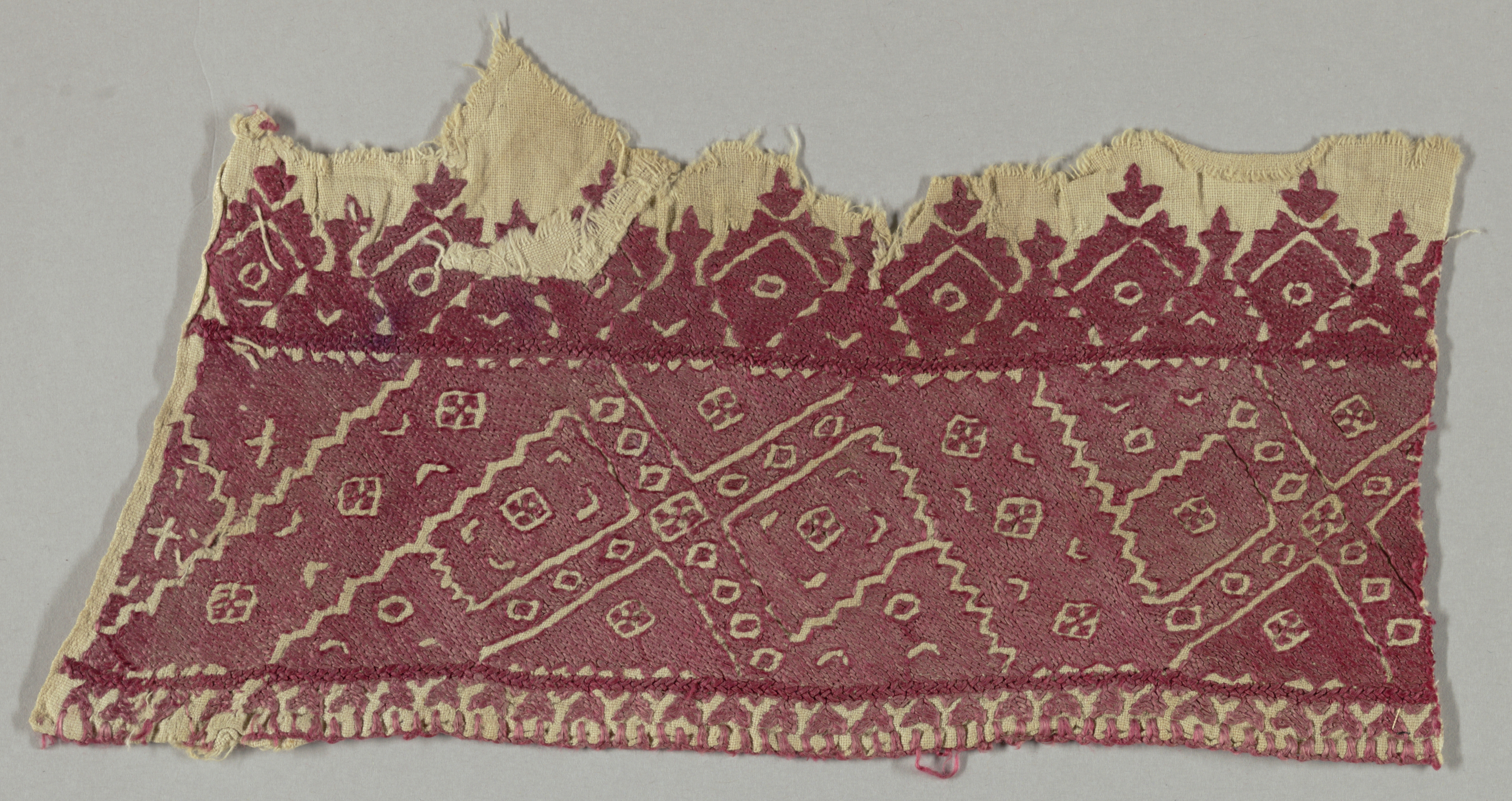
حواف من الكتان الطبيعي مطرزة بالحرير الأحمر بتصميم هندسي من خيطين متشابكين، القرن 19

- حواف من الكتان الطبيعي مطرزة بالحرير الأحمر بتصميم هندسي من خيطين متشابكين، القرن 19أحلام المسفر، ولدت سنة 1950 في الجديدة،.
- نجية مهادجي ولدت سنة 1950 في باريس.
- بوشتى الحياني، ولد بتاونات 1952.
- عبد الكريم الوزاني، بتطوان سنة 1954.
- للا الصعيدي ولدت سنة 1956.
- ماحي بينبين، ولد سنة 1959.
- إكرام القباج ولدت سنة 1960.
- ليلى الشرقاوي، 1962 في الدار البيضاء.
- مليكة أكزناي ولدت 1963 الدار البيضاء.
- مونية عبد العالي ولدتسنة 1964.
- مونات الشراط ولدتسنة 1965 في الدار البيضاء.
- فتيحة الزموري ولدت سنة 1966  كنزة بنجلون سنة 1966 في الدار البيضاء.
- فاطمة ملال، 1968، تنغير عصامية (الفن الفطري).
- محمد بابة من مواليد سنة 1973 وأول خريج بعد احداث المعهد الوطني للفنون الجميلة سنة 1993.

## كتب حول الفن التشكيلي المغربي
- فريد الزاهي، الجسد والصورة والمقدس في الإسلام، 1999 [13]
- عبد الكبير الخطيبي، مقدمات في الفن العربي المعاصر، 2003
- بوجمعة أشفري، الفن بين الكلمة والشكل، 2005
- زهرة زيراوي، الفن التشكيلي، مقامات أولى، 2005
- شفيق الزكَاري، قراءة في التشكيل المغربي ، 2005
- شفيق الزكَاري، التشكيل المغربي بين الهوية والحداثة، 2007
- إبراهيم الحيسن، أوهام الحداثة في الفن التشكيلي المغربي 2009
- إدريس كثير، هشاشة الفن المفرطة، 2011
- عزيز أزغاي، التشكيل وخطاباته، 2015 [14]
- موليم العروسي، الفن التشكيلي في المملكة المغربية 2019
- عبد العالي معزوز، فلسفة الصورة، 2020
- وبنيونس عميروش، قراءات في التصوير المغربي المعاصر
- ونور الدين أفاية، صور الوجود في السينما والفلسفة، 2023
- وعزالدين بوركة، الفن التشكيلي في المغرب من البدء إلى الحساسية، 2018
- وعبد الله الشيخ، المصطلحات الفنية في النقد التسكيلي العربي: مقاربة وسائطية لبعض النماذج المغربية، 2021
- ومحمد الشيكَر، الفن في أفق ما بعد الحداثة، التشكيل المغربي مموذجا، 2016
- شرف الدين مجدولين، المؤٍّلف في الصورة، الكتابة البصرية في الفن المعاصر، 2024

## المدارس والمتاحف

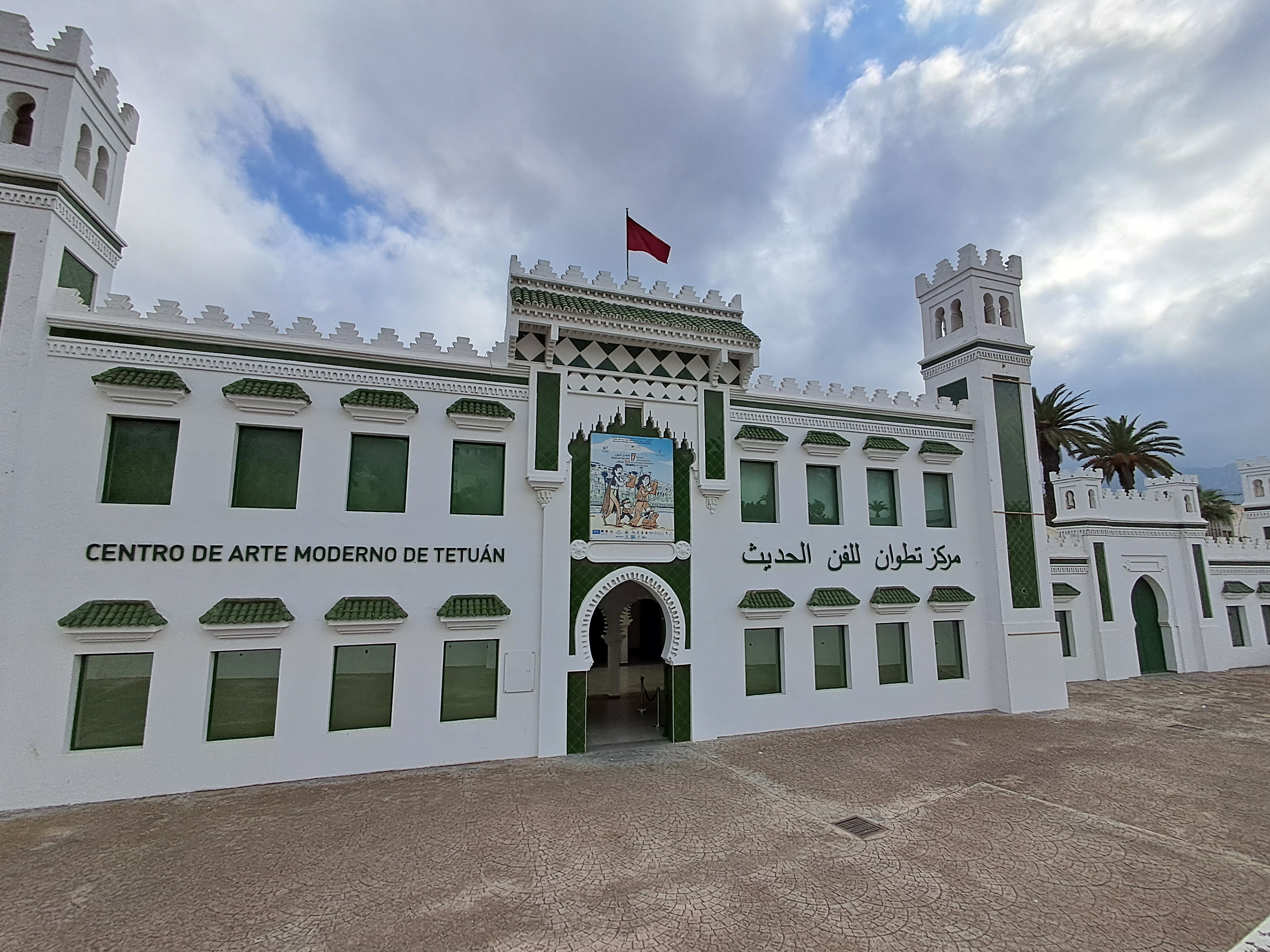
مركز تطوان للفن الحديث

- المعهد الوطني للفنون الجميلة بتطوان و هي أول مدرسة للفن بالمغرب الأقصى التي تأسّست عام 1945[15]، وأسسها الفنان التشكيلي الإسباني ماريانو بِيرتوتشي Mariano Bertuchi (غرناطة 1885- تطوان 1955)
- المدرسة العليا للفنون الجميلة بالدار البيضاء
- متحف محمد السادس للفن الحديث والمعاصر
- مركز تطوان للفن الحديث
- رواق الفن المعاصر (طنجة)

## المغرب في الفن والأدب العالميين
يظهر اسم المغرب في العديد من الأعمال الفنية والأدبية العالمية، من أدب، أدب الرحلة مثالا، والسينيما، وغيرهما.
معرض صور